# Sloanea velutina
Sloanea velutina är en tvåhjärtbladig växtart som först beskrevs av Schlechter, och fick sitt nu gällande namn av Albert Charles Smith. Sloanea velutina ingår i släktet Sloanea och familjen Elaeocarpaceae. Inga underarter finns listade i Catalogue of Life.